# Jerovams uppror
Jerovams uppror (även kallat "Israels uppror mot Davidsätten") var ett väpnat uppror mot Rehabeam som var kung av det enade Juda och Israel. Upproret leddes av Jerovam som var de norra israelitiska stammarnas kung och utspelade sig på 900-talet f.Kr. Upproret beskrivs i första kungaboken och andra krönikeboken. Konflikten påbörjades efter kung Salomos död och trots att Jerovam lyckades göra sitt kungadöme självständigt tidigt i konflikten varade den fram tills slaget vid Zemaraimberget då Rehabeam dött och hans son Abijam tagit över tronen. 

## Bibelns berättelse
Jerovam var son till Nabat som tillhörde Efraimstammen i staden Zareda. Hans mor Zeruah blev tidigt änka och uppfostrade sonen. Jerovam skulle senare komma att få två egna söner vid namn Abijah och Nadav. Nadav skulle senare efterträda honom på Israels tron.
När Jerovam var ung gjorde kung Salomo honom till överintendent vid konstruktionen av fästningen i Millo i närheten av Jerusalem och även vid andra byggnadsverk i kungadömet. Jerovams arbetare var då personer ur hans egen stam. Salomos tid som konung karaktäriserades av överdådiga skrytbyggen som visade kungafamiljens rikedom och detta gjorde att rikets befolkning kände sig missnöjda över slöseriet. Jerovam som var nära sina arbetare insåg snabbt vad befolkningen tyckte om sin konung. Salomo hade fått höra en profetia om att hans rike skulle splittras och att tio av Israels stammar istället skulle gå över till en av hans tjänare. Profetian gjorde Salomo orolig och han anade att den populäre och kapable Jerovam var den tjänare som profetian talade om. Salomo beslutade sig därmed för att låta mörda Jerovam, som dock fick reda på kungens planer och flydde till Egypten där farao Shishek erbjöd honom fristad. 
Jerovam levde i Egypten fram till Salomos död och blev där god vän med faraon och gifte sig dessutom med Shisheks frus syster Anno. När han fick höra att Salomo var död och att dennes son Rehabeam tillträtt tronen begav han sig tillbaka till Israel och blev där utsedd att leda en delegation till kung Rehabeam och framföra folkets önskemål om att minska skatterna som Rehabeam höjt efter sin kröning. Rehabeam vägrade dock sänka skatterna och när befolkningen informerades om detta valde tio av de israelitiska stammarna att förklara sig självständiga från riket och de utnämnde Jerovam till sin konung. 
Jerovam lät återuppföra och befästa staden Sikem som han sedan gjorde till sin huvudstad. Då han oroade sig för att pilgrimsresorna till Jerusalem som hans folk enligt Toran var tvungna att utföra skulle leda till att de gick tillbaka till Rehabeam lät han även bygga två tempel, ett i Betel och ett i Dan, vid templen placerade han även varsin guldkalv. Kalvdyrkan var en gammal israelisk ritual och Betel och Dan hade tidigare varit kultplatser för sådan dyrkan. Jerovams beslut om guldkalvarna fick dock kritik då det ansågs som kätteri och när Jerovam utförde en ritual vid tjuraltaret i Betel varnade en "guds man" honom att "Sonen Josia kommer födas i Davids ätt och han kommer förstöra kalvarna".
Jerovams nya israeliska kungadöme låg i konstant konflikt med Rehabeam Juda och under Jerovams fjärde år på tronen beslutade hans gamla vän och allierade, farao Shishek, sig för att hjälpa sin bundsförvant. Shishek drog in i Kanaan med en armé bestående av 60 000 ryttare och 1200 stridsvagnar. Enligt Josefus skall den egyptiska armén inte mött något motstånd vägen då alla städer kapitulerade inför dem och vid Jerusalem gav även Rehabeam upp då "han fruktade faraon". Shishek besparade staden och dess befolkning men som krigsbyte tog han med sig alla Salomos skatter från Jerusalems tempel och kungliga palats. Rehabeam fortsatte vara kung av Juda men kunde inte längre hota Israel. 
När Jerovam härskat i 18 år dog Rehabeam och hans son Abijam blev kung av Juda. Abijam var fast beslutad om att ena Israel än en gång och han drog ihop en här på 400 000 man och begav sig sedan in i Efraimbergen för att möta Jerovam. Jerovam svarade med att samla en styrka på 800 000 man och de två arméerna möttes vid Zemaraimberget. Abijam bad Jerovam att avsäga sig kronan och att de två rikena skulle enas till ett stort judiskt rike igen men Jerovam vägrade. Abijam förberedde sig då för strid och sa till sina trupper "Gud är med oss som vår ledare". Striden var hård men Juda vann då dess elitstyrkor lyckades krossa en israelisk kniptångsmanöver. Jerovams Israel skall ha förlorat 500 000 män i striden och städerna Betel, Jeshanah, och Ephron erövrades av Juda. Abijam drog sig sedan tillbaka till Jerusalem.
Även om Jerovams Israel inte fallit till Juda var de nu alltför försvagade för att utgöra ett hot mot riket. Abijam härskade i Juda i två år efter slaget och avled sedan, året efter det avled Jerovam.

## Historicitet
Att bevisa att Jerovams uppror faktiskt ägde rum är svårt. Det är arkeologiskt bevisat att Jerovam var en riktig person och att tjuraltaret han skall ha byggt i Dan faktiskt existerade, resten av berättelsen är dock obevisad. Det finns varken bevis för eller emot att en tronstrid skall ha uppstått bland israeliterna under perioden men de flesta historiker tvivlar på att ett enat judiskt rike fanns på 900-talet f.Kr.. Det finns inte heller belägg för något kungadöme vid namn Israel/Samarien eller Juda under det århundradet. Detta används ofta för att motbevisa hela upproret, om det inte fanns ett centralt enat kungadöme kan det inte ha funnits någon tron att strida om och berättelsen tros därmed vara påhittad efter den babyloniska fångenskapen för att stärka judarnas nationalbild. Kungadömena Israel och Juda antas av de flesta historiker ha uppstått separat från varandra. Dock är det genom en segerstele i Dan bevisat att en ätt vid namn David existerat innan den babyloniska fångenskapen och att åtminstone den ätten inte är helt påhittad. I övrigt finns arkeologiska bevis som visar att flera större städer låg i vad som senare skulle bli Israel och Juda under perioden. Än en gång finns det dock inget som tyder på att dessa städer var del av ett enat kungadöme. Jerusalem var vid perioden en stad som antingen beboddes av israeliter eller Kananiter men staden i sig verkar under perioden varken ha varit särskilt stor eller betydelsefull. Arkeologerna Israel Finkelstein och Neil Silberman skriver i "The bible unearthed" att "Även om Davidätten och kung Salomo kan ha baserats på verkliga personer och ätter kan det kungadöme de härskade över inte vart så stort, centraliserat och rikt som det beskrivs i bibeln, detta baserat på de fynd som funnits från området där berättelsen äger rum under 900-talet f.Kr.".
Det finns dock de som menar att de händelser som beskrivs i berättelsen är möjliga. Även om riket kanske inte var så rikt och mäktigt som bibeln beskriver det, kan ett judiskt kungadöme ha existerat under perioden och berättelsen kan helt enkelt ha blivit rejält överdriven. Utgrävningar vid Khirbet Qeiyafa visar att det låg en stor stad vid den platsen som möjligen var judisk. Historikern Amélie Kuhrt skriver att även om det saknas bevis för ett enat rike i Kanaan under perioden så måste det faktum att större städer verkar ha existerat där under perioden tas i beaktande. Bibelforskaren Kenneth Kitchen håller med Kuhrt och skriver att "De arkeologiska fynden i Kanaan från perioden liknar de fynd som kan förväntas vid utgrävningar av större riken under perioden". Utgrävningar i Tell Balata (Sikem) visar även de på att staden skall ha byggts om på 900-talet f.Kr. vilket stämmer överens med den period Jerovam skall ha härskat och bibelns berättelse om att han återuppförde staden och gjorde den till sin huvudstad.
Farao Shishek har identifierats med Farao Sheshonk som var farao i Egyptens 22:a dynasti på 900-talet f.Kr. Namnen liknar varandra och reliefer vid Bubastiteporten i Karnaktemplet samt stelar i Kanaan visar att Sheshonk mycket riktigt utförde en kampanj i Kanaan under 900-talet f.Kr. På relieferna skrevs de städer som erövrades eller betalade tribut under kampanjen ned och flera av dem låg i vad som senare kom att bli kungariket Israel. Även städer i Filistéen och städer som i bibeln omnämns som städer som gav upp inför faraon finns listade. Dock finns inte Jerusalem med på listan och varken Jerovam, Rehabeam eller deras riken nämns. Inget tyder heller på att några större skatter skall ha tagits som krigsbyte. 